# 瓦多门

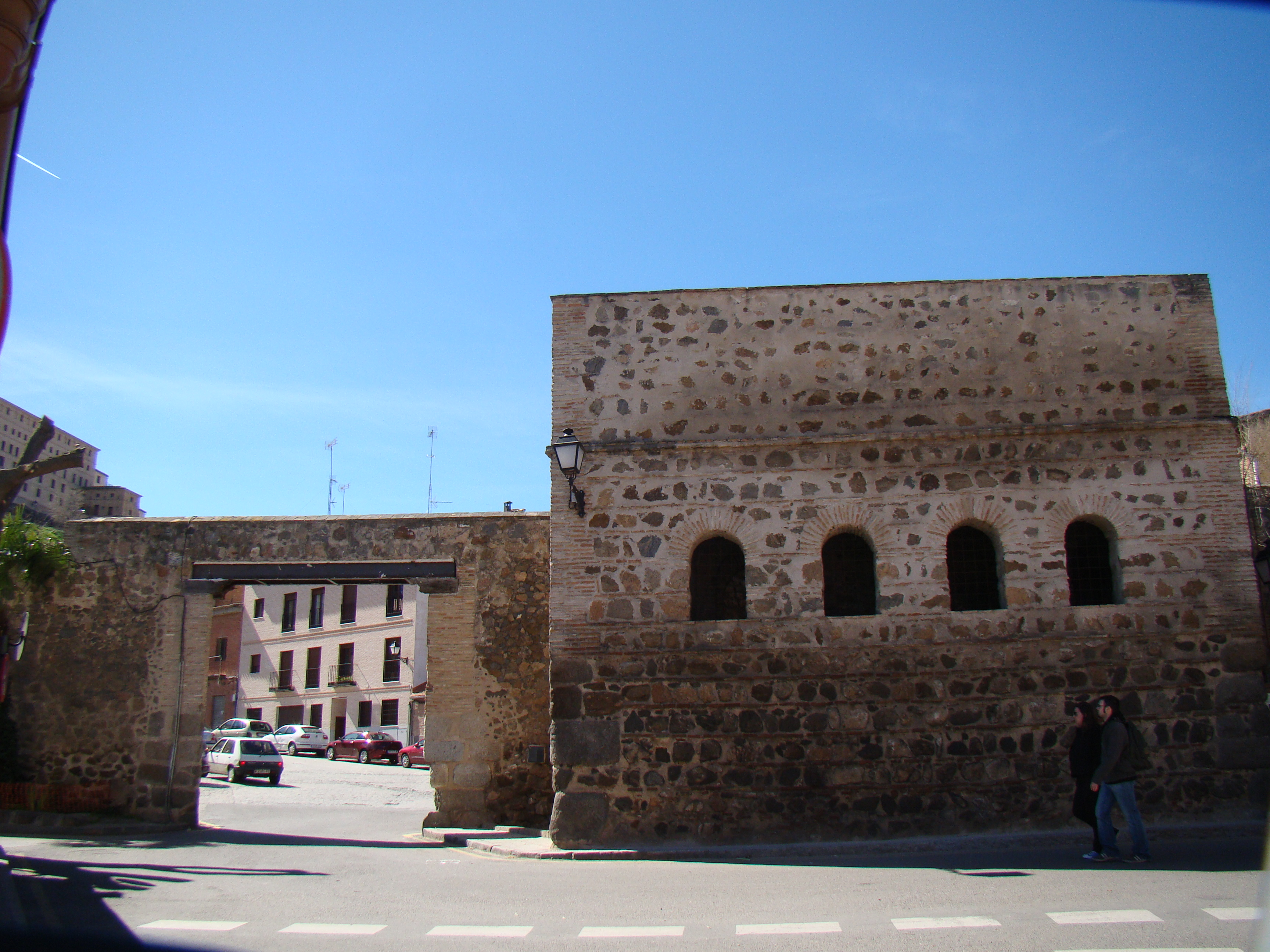
瓦多门

瓦多门（Puerta del Vado）是西班牙卡斯蒂利亚-拉曼查自治区托莱多的一个城门，建于11世纪晚期至12世纪初，位于安特克鲁埃拉（Antequeruela）社区。
由于瓦多门所处的位置特点，逐渐被附近地方扔弃的废物所覆盖；因此，在15世纪末和16世纪初，进行了一系列的改造，使得其路面的海拔比原来抬高了一米。
尽管进行了这些整修，从17世纪开始，瓦多门还是逐渐失修，到这个世纪末被彻底废弃，只有上部还能看到。瓦多门与老比萨格拉门（Puerta de Bisagra Vieja）在类型和比例上都非常相似，但是被遮盖了，现在从街上只能看到其上部。